# I Am (album d'Earth, Wind and Fire)
Albums de Earth, Wind & Fire
The Best of Earth, Wind & Fire, Vol. 1
(1978) Faces
(1980)
Singles
1. Boogie Wonderland
Sortie : 20 mars 1979
2. After the Love Has Gone
Sortie : 12 juillet 1979
3. In the Stone
Sortie : 14 octobre 1979
4. Star
Sortie : 6 décembre 1979
5. Can't Let Go
Sortie : 30 décembre 1979

I Am est le neuvième album studio du groupe américain Earth, Wind and Fire, sorti le 5 juin 1979 chez ARC et Columbia Records.
L'album s'est classé à la première place du classement Billboard Top Soul Albums et à la troisième place du classement Billboard 200. I Am a été certifié double disque de platine aux États-Unis par la RIAA, disque de platine au Royaume-Uni par la BPI et disque de platine au Canada par Music Canada,,.

## Enregistrement et contenu
L'album I Am a été enregistré entre les 4 et 16 septembre 1978 à Los Angeles et Hollywood. Il est produit par Maurice White, fondateur, batteur et chanteur d'Earth, Wind and Fire. Des artistes tels que The Emotions et Steve Lukather du groupe Toto font des apparitions sur l'album.

## Singles
Cinq singles sont extraits de l'album. Le premier single Boogie Wonderland avec The Emotions a atteint la 2e place du classement Billboard Hot Soul Songs et la 6e place du classement Billboard Hot 100. Il a également été nommé aux Grammy Awards dans les catégories meilleur enregistrement disco et meilleure prestation instrumentale R&B.
Le deuxième single de l'album, After the Love Has Gone, atteint la 2e place des classements américains Billboard Hot 100 et Hot Soul Songs,. After the Love Has Gone a également atteint la troisième place du classement Adult Contemporary et du UK Singles Chart,. La ballade a été nommée aux Grammy Awards dans la catégorie « enregistrement de l'année » et a remporté le prix de la meilleure prestation vocale R&B par un duo ou un groupe.
Les chansons In the Stone, Star et Can't Let Go sont également sorties en tant que single.

## Accueil critique
Alex Henderson du site AllMusic note que « I Am n'est pas un changement radical par rapport à son prédécesseur, All 'n All. Bien qu'il n'appartienne pas à la même catégorie que That's the Way of the World, Spirit ou All 'n All, I Am est un album gratifiant qui a beaucoup à offrir ». Le critique Robert Christgau du Village Voice écrit : « De la musique pop sexy et dansante, d'un talent indéniable, et qui ne se relâche pas. Mais comme nous le savons tous, ils pourraient faire beaucoup mieux ».
Le magazine britannique New Musical Express classe I Am à la seizième place de sa liste des albums de l'année 1979.

## Liste des titres
| 1. | In the Stone            | - Maurice White - Allee Willis - David Foster | 4:48 |
| 2. | Can't Let Go            | - Billy Meyers - White - Willis               | 3:28 |
| 3. | After the Love Has Gone | - Foster - Jay Graydon - Bill Champlin        | 4:26 |
| 4. | Let Your Feelings Show  | - White - Willis - Foster                     | 5:24 |

| 5. | Boogie Wonderland (featuring The Emotions) | - Jon Lind - Willis                 | 4:48 |
| 6. | Star                                       | - Eddie del Barrio - White - Willis | 4:23 |
| 7. | Wait                                       | - White - Willis - Foster           | 3:39 |
| 8. | Rock That!                                 | - White - Foster                    | 3:07 |
| 9. | You and I                                  | - White - Willis - Foster           | 3:34 |

| 10. | Diana                                          | - White - Foster              | 4:08 |
| 11. | Dirty (Interlude) (featuring Junior Wells)     | White                         | 0:52 |
| 12. | Dirty (Junior's Juke) (featuring Junior Wells) | - White - Alexander Dutkewych | 3:44 |

## Crédits

### Musiciens
- Maurice White – chant, chœurs, kalimba
- Philip Bailey – chant, chœurs, congas, percussion
- Fred White – batterie
- Verdine White – basse
- Junior Wells – chant (11), harmonica (11)
- The Emotions – chœurs (5)
- Daniel Smith, Delores Bing, Jacqueline Lustgarten, Jan Kelley, John Walz, Kevan Torfeh, Larry Corbett, Miguel Martinez – violoncelle
- Barbara Korn, Sidney Muldrow, Richard Perissi, Marilyn Robinson – cor d'harmonie
- Johnny Graham (1-9, 11), Marlo Henderson, Steve Lukather, Al McKay – guitare
- Sir Alexander Dutkewych (12), Dorothy Ashby – harpe
- David Foster, Eduardo del Barrio, Bill Meyers – claviers
- Paulinho Da Costa, Ralph Johnson – percussion
- Larry Dunn – piano, Oberheim, synthétiseurs Moog
- Steve Porcaro – programmation du synthétiseur
- Don Myrick – saxophone alto et baryton, saxophone solo (3)
- Andrew Woolfolk, Don Myrick – saxophone ténor
- Fred Jackson, Jr., Herman Riley, Jerome Richardson – saxophone supplémentaire
- Richard Lepore – timpani
- George Bohanon, Garnett Brown, Bill Reichenbach Jr., Louis Satterfield, Benjamin Powell, Maurice Spears – trombone
- Rahmlee Michael Davis – solo de trompette (6)
- Oscar Brashear, Bobby Bryant, Michael Harris, Jerry Hey, Elmer Brown, Rahmlee Michael Davis, Steve Madaio – trompette
- James Ross, Laurie Woods, Linda Lipsett, Marilyn Baker, Rollice Dale, Virginia Majewski – alto
- Anton Sen, Sherman Bryana, Carl LaMagna, Cynthia Kovaks, Gina Kronstadt, Haim Shtrum, Harris Goldman, Henry Ferber, Henry Roth, Ilkka Talvi, Jack Gootkin, Jerome Reisler, Jerome Webster, Joseph Goodman, Joseph Livoti, Judith Talvi, Leeana Sherman, Marcy Dicterow, Pamela Gates, Pavel Farkas, Ronald Clarck, Rosmen Torfeh, Sheldon Sanov, William Henderson – violon

### Production
- Roger Carpenter – conception
- Shusei Nagaoka – illustration
- Michael Reese – mastérisation
- Maurice White – producteur
- Paul Klingberg – producteur additionnel (10, 12)
- Tom Perry, George Massenburg – ingénieur du son
- Craig Widby, Ross Pallone – ingénieur du son adjoint
- Mark Wilder (11), George Massenburg – mixage
- Janice Gower – premier violon
- Jerry Hey (1, 3, 7-8, 10-12), Tom Tom 84 (2, 4, 6-7, 9), Benjamin F. Wright (5) – arrangements de cuivres
- David Foster (1, 3, 8, 10), Tom Tom 84 (2, 4, 6-7, 9), Benjamin F. Wright (5) – arrangements des cordes

## Classements et certifications
| Classement (1979–80)                 | Meilleure position |
| ------------------------------------ | ------------------ |
| Allemagne de l'Ouest (Media Control) | 20                 |
| Canada (RPM 100 Albums)              | 4                  |
| États-Unis (Billboard 200)           | 3                  |
| États-Unis (Top Soul LPs)            | 1                  |
| Japon (Oricon)                       | 10                 |
| Norvège (VG-lista)                   | 2                  |
| Nouvelle-Zélande (RIANZ)             | 3                  |
| Pays-Bas (Mega Album Top 100)        | 4                  |
| Royaume-Uni (UK Albums Chart)        | 5                  |
| Suède (Sverigetopplistan)            | 3                  |

| Classement (1979)          | Position |
| -------------------------- | -------- |
| États-Unis (Billboard 200) | 65       |
| États-Unis (Top Soul LPs)  | 17       |
| Japon (Oricon)             | 42       |
| Nouvelle-Zélande (RIANZ)   | 40       |
| Pays-Bas (Album Top 100)   | 26       |

### Certifications
| Région                                | Certification | Ventes/Streams |
| ------------------------------------- | ------------- | -------------- |
| Canada (Music Canada)                 | Platine       | 100 000^       |
| États-Unis (RIAA)                     | 2 × Platine   | 2 000 000^     |
| Pays-Bas (NVPI)                       | Platine       | 100 000^       |
| Royaume-Uni (BPI)                     | Platine       | 300 000^       |
| ^Mise en rayon selon la certification |               |                |